# Clay Anderson
Clay Anderson (født 7. marts 1994) er en amerikansk ishockeyspiller. Han spiller i øjeblikket for Aalborg Pirates.

## Aalborg Pirates (2017-18)
Anderson spillede 71 kampe og scorede 9 mål.